# Día blanco
El día blanco (ホワイトデー Howaito dee?) es una festividad celebrada el 14 de marzo en países asiáticos como Japón, Corea del Sur, Vietnam, Taiwán, Hong Kong y China, exactamente un mes después del Día de San Valentín.

## Descripción
En Japón, se acostumbra que en San Valentín solo las mujeres otorguen regalos (lo más frecuente es que el regalo sea chocolate) a los hombres, ya sea como una expresión de afecto (honmei choco), cortesía u obligación social (giri choco). En cambio, en el Dia blanco o White day los hombres que recibieron chocolate en San Valentín lo agradecen dando un regalo a la mujer para devolver el favor. Tradicionalmente, los regalos populares para este día son galletas, joyas, chocolate blanco, malvaviscos u otros objetos del mismo color. El término sanbai gaeshi (三倍返し, devolver el triple), tiende a usarse para representar la regla en la que los hombres deben devolver un regalo que sea dos o tres veces mayor al valor del que han recibido en San Valentín.

## Origen
El White Day se celebró por primera vez en 1978 en Japón. Fue iniciado por la Asociación Nacional de Industrias de Confitería como un "día de respuesta" para el Día de San Valentín, bajo el argumento de que los hombres deberían devolverles a las mujeres que les dieron chocolate y otros obsequios. En 1977, una compañía de confitería en Fukuoka, Ishimuramanseido, comercializó malvaviscos para los hombres el 14 de marzo, llamándolo Marshmallow Day (マシュマロデー Mashumaro Dē). 
Poco después, las empresas de confitería comenzaron a comercializar chocolate blanco. Actualmente, los hombres regalan chocolate blanco y negro, así como también otros obsequios comestibles y no comestibles, tales como joyas u objetos de valor sentimental. Flores y otros regalos también se dan en este día. Eventualmente, esta práctica se extendió a los países vecinos de Japón; Corea del Sur, China, Taiwán y Vietnam. En esas Culturas, el White Day se celebra en su mayor parte de manera similar.